# Campeonato Brasileiro de Futebol de 1989 - Série B
O Campeonato Brasileiro Série B de 1989, originalmente nomeado de Divisão Especial pela CBF, foi a décima edição da segunda divisão do futebol brasileiro, disputado por 96 equipes. Os times foram divididos em 16 grupos de seis equipes, com os dois primeiros de cada grupo se classificando para as fases seguintes, disputadas em modo eliminatório. O Bragantino de Bragança Paulista se consagrou campeão do torneio ao vencer o São José-SP na final: as duas equipes disputaram a Primeira Divisão do Campeonato Brasileiro do ano seguinte.

## Regulamento
A Divisão Especial de 1989 contou com 96 clubes participantes. Nessa edição os jogos empatados eram decididos nos pênaltis, vitória nos pênaltis valia dois pontos, derrota nos pênaltis valia um ponto e a vitória no tempo normal valia três pontos. 
Primeira Fase
Os 96 clubes foram divididos em 16 grupos com 6 integrantes cada jogando em ida e volta. Os 2 melhores colocados de cada grupo avançam à Segunda Fase.
Segunda Fase
Os 32 clubes classificados da Primeira Fase jogam em 16 confrontos eliminatórios jogos de ida e volta.
Terceira Fase (Oitavas de Final)
Os 16 clubes classificados da Segunda Fase jogam 8 confrontos eliminatórios em jogos de ida e volta.
Quarta Fase (Quartas de Final)
Os 8 clubes classificados da Terceira Fase jogam 4 confrontos eliminatórios em jogos de ida e volta.
Semifinal
Os 4 clubes classificados da Quarta Fase jogam 2 confrontos eliminatórios em jogos de ida e volta.
Final
Os clubes vencedores dos 2 confrontos da Semifinal se enfrentam em duas partidas para decidir o campeão. Os dois finalistas garantem acesso à Primeira Divisão de 1990.

### Critérios de Desempate
- a) Maior número de vitórias;
- b) Maior saldo de gols;
- c) Maior número de gols feitos;
- d) Confronto direto (apenas entre duas equipes);
- e) Sorteio.

## Participantes
| Time                   | Cidade                | UF                        | Part. |
| ---------------------- | --------------------- | ------------------------- | ----- |
| 4 de Julho             | Piripiri              | Piauí                     | 01    |
| ABC                    | Natal                 | Rio Grande do Norte       | 04    |
| América-MG             | Belo Horizonte        | Minas Gerais              | 09    |
| América-RN             | Natal                 | Rio Grande do Norte       | 06    |
| América-SJRP           | São José do Rio Preto | São Paulo                 | 04    |
| America-RJ             | Rio de Janeiro        | Rio de Janeiro            | 03    |
| Americano              | Campos dos Goytacazes | Rio de Janeiro            | 08    |
| Anapolina              | Anápolis              | Goiás                     | 03    |
| Atlético Goianiense    | Goiânia               | Goiás                     | 04    |
| Avaí                   | Florianópolis         | Santa Catarina            | 05    |
| Bangu                  | Rio de Janeiro        | Rio de Janeiro            | 03    |
| Baraúnas               | Mossoró               | Rio Grande do Norte       | 03    |
| Blumenau               | Blumenau              | Santa Catarina            | 01    |
| Botafogo-PB            | João Pessoa           | Paraíba                   | 04    |
| Bragantino             | Bragança Paulista     | São Paulo                 | 01    |
| Brusque                | Brusque               | Santa Catarina            | 01    |
| Cabofriense            | Cabo Frio             | Rio de Janeiro            | 01    |
| Capelense              | Capela                | Alagoas                   | 01    |
| Catanduvense           | Catanduva             | São Paulo                 | 01    |
| Catuense               | Catu                  | Bahia                     | 05    |
| Caxias                 | Caxias do Sul         | Rio Grande do Sul         | 03    |
| Ceará                  | Fortaleza             | Ceará                     | 05    |
| Ceilândia              | Ceilândia             | Distrito Federal (Brasil) | 01    |
| Central                | Caruaru               | Pernambuco                | 10    |
| Clube do Remo          | Belém                 | Pará                      | 06    |
| Colatina               | Colatina              | Espírito Santo (estado)   | 02    |
| Confiança              | Aracaju               | Sergipe                   | 06    |
| C.R. Brasil            | Maceió                | Alagoas                   | 06    |
| Criciúma               | Criciúma              | Santa Catarina            | 06    |
| C.S. Alagoano          | Maceió                | Alagoas                   | 05    |
| Democrata-SL           | Sete Lagoas           | Minas Gerais              | 01    |
| Desportiva Ferroviária | Cariacica             | Espírito Santo (estado)   | 04    |
| Dom Bosco              | Cuiabá                | Mato Grosso               | 01    |
| Douradense             | Dourados              | Mato Grosso do Sul        | 01    |
| Esportivo-RS           | Bento Gonçalves       | Rio Grande do Sul         | 02    |
| Esportivo-MG           | Passos                | Minas Gerais              | 01    |
| Ferroviário            | Fortaleza             | Ceará                     | 05    |
| Figueirense            | Florianópolis         | Santa Catarina            | 03    |
| Flamengo-PI            | Teresina              | Piauí                     | 03    |
| Fluminense de Feira    | Feira de Santana      | Bahia                     | 05    |
| Fortaleza              | Fortaleza             | Ceará                     | 06    |
| Foz do Iguaçu          | Foz do Iguaçu         | Paraná                    | 01    |
| Glória                 | Vacaria               | Rio Grande do Sul         | 01    |
| Goiânia                | Goiânia               | Goiás                     | 03    |
| Goiatuba               | Goiatuba              | Goiás                     | 01    |
| Itaperuna              | Itaperuna             | Rio de Janeiro            | 01    |
| Joinville              | Joinville             | Santa Catarina            | 04    |
| Juventude              | Caxias do Sul         | Rio Grande do Sul         | 04    |
| Juventus               | São Paulo             | São Paulo                 | 07    |
| Lagarto                | Lagarto               | Sergipe                   | 01    |
| Leônico                | Salvador              | Bahia                     | 04    |
| Londrina               | Londrina              | Paraná                    | 06    |
| Maranhão               | São Luís              | Maranhão                  | 06    |
| Marcílio Dias          | Itajaí                | Santa Catarina            | 02    |
| Maringá                | Maringá               | Paraná                    | 05    |
| Mixto                  | Cuiabá                | Mato Grosso               | 05    |
| Mogi Mirim             | Mogi Mirim            | São Paulo                 | 01    |
| Moto Club              | São Luís              | Maranhão                  | 06    |
| Nacional               | Manaus                | Amazonas                  | 03    |
| Nacional-PB            | Patos                 | Paraíba                   | 01    |
| Noroeste               | Bauru                 | São Paulo                 | 02    |
| Novorizontino          | Novo Horizonte        | São Paulo                 | 01    |
| Novo Hamburgo          | Novo Hamburgo         | Rio Grande do Sul         | 08    |
| Operário-MS            | Campo Grande          | Mato Grosso do Sul        | 04    |
| Operário Ferroviário   | Ponta Grossa          | Paraná                    | 02    |
| Paysandu               | Belém                 | Pará                      | 04    |
| Pelotas                | Pelotas               | Rio Grande do Sul         | 02    |
| Pinheiros              | Curitiba              | Paraná                    | 03    |
| Ponte Preta            | Campinas              | São Paulo                 | 03    |
| Princesa do Solimões   | Manacapuru            | Amazonas                  | 01    |
| Rio Branco-ES          | Vitória               | Espírito Santo (estado)   | 04    |
| Rio Branco-MG          | Andradas              | Minas Gerais              | 01    |
| Rio Branco-AC          | Rio Branco            | Acre                      | 01    |
| Rio Negro              | Manaus                | Amazonas                  | 06    |
| River                  | Teresina              | Piauí                     | 08    |
| Sampaio Corrêa         | São Luís              | Maranhão                  | 05    |
| Santa Cruz             | Recife                | Pernambuco                | 03    |
| Santa Cruz-RS          | Santa Cruz do Sul     | Rio Grande do Sul         | 01    |
| Santo André            | Santo André           | São Paulo                 | 02    |
| São José-SP            | São José dos Campos   | São Paulo                 | 01    |
| Sergipe                | Aracaju               | Sergipe                   | 04    |
| Sobradinho             | Sobradinho            | Distrito Federal (Brasil) | 02    |
| Taguatinga             | Taguatinga            | Distrito Federal (Brasil) | 03    |
| Treze                  | Campina Grande        | Paraíba                   | 07    |
| Tuna Luso              | Belém                 | Pará                      | 05    |
| Tupi                   | Juiz de Fora          | Minas Gerais              | 01    |
| Uberlândia             | Uberlândia            | Minas Gerais              | 05    |
| Ubiratan               | Dourados              | Mato Grosso do Sul        | 02    |
| União                  | Rondonópolis          | Mato Grosso               | 05    |
| União São João         | Araras                | São Paulo                 | 01    |
| Valeriodoce            | Itabira               | Minas Gerais              | 02    |
| Vila Nova              | Goiânia               | Goiás                     | 01    |
| Volta Redonda          | Volta Redonda         | Rio de Janeiro            | 05    |
| XV de Novembro         | Piracicaba            | São Paulo                 | 03    |

- Part. - Participações

### Por Federação
| Clubes | Federação                                       |
| ------ | ----------------------------------------------- |
| 12     | SP                                              |
| 7      | MG, RS e SC                                     |
| 6      | RJ                                              |
| 5      | GO e PR                                         |
| 3      | AL, AM, BA, CE, DF, ES, MA, PA, PB, PI, RN e SE |
| 2      | PE                                              |
| 1      | AC                                              |

## Campeonato

### Primeira Fase

#### Grupo A
| Pos | Equipe               | Pts | J  | V | E | D | GP | GC | SG | Classificação ou descenso |
| --- | -------------------- | --- | -- | - | - | - | -- | -- | -- | ------------------------- |
| 1   | Rio Branco           | 18  | 10 | 6 | 0 | 4 | 11 | 10 | +1 | Classificado              |
| 2   | Rio Negro            | 17  | 10 | 5 | 2 | 3 | 9  | 3  | +6 | Classificado              |
| 3   | Nacional             | 15  | 10 | 4 | 3 | 3 | 9  | 5  | +4 |                           |
| 4   | Dom Bosco            | 15  | 10 | 5 | 0 | 5 | 13 | 11 | +2 |                           |
| 5   | Mixto                | 12  | 10 | 4 | 0 | 6 | 9  | 13 | −4 |                           |
| 6   | Princesa do Solimões | 10  | 10 | 3 | 1 | 6 | 12 | 21 | −9 |                           |

#### Grupo B
| Pos | Equipe     | Pts | J  | V | E | D | GP | GC | SG | Classificação ou descenso |
| --- | ---------- | --- | -- | - | - | - | -- | -- | -- | ------------------------- |
| 1   | Anapolina  | 13  | 10 | 6 | 1 | 3 | 15 | 10 | +5 | Classificado              |
| 2   | Ceilândia  | 12  | 10 | 5 | 2 | 3 | 11 | 9  | +2 | Classificado              |
| 3   | Sobradinho | 9   | 10 | 4 | 1 | 5 | 11 | 16 | −5 |                           |
| 4   | Vila Nova  | 9   | 10 | 3 | 3 | 4 | 12 | 11 | +1 |                           |
| 5   | Taguatinga | 9   | 10 | 3 | 3 | 4 | 12 | 13 | −1 |                           |
| 6   | Atlético   | 8   | 10 | 3 | 2 | 5 | 11 | 13 | −2 |                           |

#### Grupo C
| Pos | Equipe         | Pts | J  | V | E | D | GP | GC | SG  | Classificação ou descenso |
| --- | -------------- | --- | -- | - | - | - | -- | -- | --- | ------------------------- |
| 1   | Moto Clube     | 14  | 10 | 5 | 4 | 1 | 17 | 7  | +10 | Classificado              |
| 2   | Remo           | 13  | 10 | 5 | 3 | 2 | 11 | 7  | +4  | Classificado              |
| 3   | Paysandu       | 12  | 10 | 4 | 4 | 2 | 10 | 6  | +4  |                           |
| 4   | Maranhão       | 8   | 10 | 2 | 4 | 4 | 11 | 17 | −6  |                           |
| 5   | Sampaio Corrêa | 7   | 10 | 2 | 3 | 5 | 6  | 13 | −7  |                           |
| 6   | Tuna Luso      | 6   | 10 | 1 | 4 | 5 | 7  | 12 | −5  |                           |

#### Grupo D
| Pos | Equipe      | Pts | J  | V | E | D | GP | GC | SG | Classificação ou descenso |
| --- | ----------- | --- | -- | - | - | - | -- | -- | -- | ------------------------- |
| 1   | Fortaleza   | 13  | 10 | 4 | 5 | 1 | 9  | 5  | +4 | Classificado              |
| 2   | Ceará       | 12  | 10 | 4 | 4 | 2 | 9  | 6  | +3 | Classificado              |
| 3   | Flamengo    | 12  | 10 | 4 | 4 | 2 | 11 | 10 | +1 |                           |
| 4   | River       | 11  | 10 | 4 | 3 | 3 | 8  | 8  | 0  |                           |
| 5   | Ferroviário | 8   | 10 | 3 | 2 | 5 | 9  | 10 | −1 |                           |
| 6   | 4 de Julho  | 4   | 10 | 1 | 2 | 7 | 10 | 17 | −7 |                           |

#### Grupo E
| Pos | Equipe      | Pts | J  | V | E | D | GP | GC | SG | Classificação ou descenso |
| --- | ----------- | --- | -- | - | - | - | -- | -- | -- | ------------------------- |
| 1   | ABC         | 14  | 10 | 5 | 4 | 1 | 10 | 4  | +6 | Classificado              |
| 2   | Treze       | 12  | 10 | 3 | 6 | 1 | 12 | 6  | +6 | Classificado              |
| 3   | América     | 11  | 10 | 4 | 3 | 3 | 13 | 11 | +2 |                           |
| 4   | Nacional-PB | 10  | 10 | 4 | 2 | 4 | 11 | 13 | −2 |                           |
| 5   | Botafogo    | 7   | 10 | 3 | 1 | 6 | 9  | 14 | −5 |                           |
| 6   | Baraúnas    | 6   | 10 | 1 | 4 | 5 | 4  | 11 | −7 |                           |

#### Grupo F
| Pos | Equipe     | Pts | J  | V | E | D | GP | GC | SG  | Classificação ou descenso |
| --- | ---------- | --- | -- | - | - | - | -- | -- | --- | ------------------------- |
| 1   | Central    | 17  | 10 | 7 | 3 | 0 | 14 | 3  | +11 | Classificado              |
| 2   | Santa Cruz | 15  | 10 | 6 | 3 | 1 | 14 | 2  | +12 | Classificado              |
| 3   | CRB        | 12  | 10 | 4 | 4 | 2 | 9  | 5  | +4  |                           |
| 4   | Capelense  | 8   | 10 | 2 | 4 | 4 | 7  | 8  | −1  |                           |
| 5   | CSA        | 7   | 10 | 3 | 1 | 6 | 5  | 14 | −9  |                           |
| 6   | América    | 1   | 10 | 0 | 1 | 9 | 2  | 19 | −17 |                           |

#### Grupo G
| Pos | Equipe              | Pts | J  | V | E | D | GP | GC | SG  | Classificação ou descenso |
| --- | ------------------- | --- | -- | - | - | - | -- | -- | --- | ------------------------- |
| 1   | Catuense            | 14  | 10 | 5 | 4 | 1 | 12 | 4  | +8  | Classificado              |
| 2   | Confiança           | 13  | 10 | 4 | 5 | 1 | 11 | 5  | +6  | Classificado              |
| 3   | Fluminense de Feira | 12  | 10 | 3 | 6 | 1 | 8  | 6  | +2  |                           |
| 4   | Leônico             | 9   | 10 | 3 | 3 | 4 | 7  | 8  | −1  |                           |
| 5   | Sergipe             | 8   | 10 | 1 | 6 | 3 | 6  | 9  | −3  |                           |
| 6   | Lagarto             | 4   | 10 | 0 | 4 | 6 | 2  | 14 | −12 |                           |

#### Grupo H
| Pos | Equipe         | Pts | J  | V | E | D | GP | GC | SG  | Classificação ou descenso |
| --- | -------------- | --- | -- | - | - | - | -- | -- | --- | ------------------------- |
| 1   | Itaperuna      | 14  | 10 | 5 | 4 | 1 | 11 | 4  | +7  | Classificado              |
| 2   | Americano      | 13  | 10 | 5 | 3 | 2 | 14 | 5  | +9  | Classificado              |
| 3   | AA Cabofriense | 11  | 10 | 4 | 3 | 3 | 9  | 9  | 0   |                           |
| 4   | Rio Branco     | 11  | 10 | 3 | 5 | 2 | 9  | 5  | +4  |                           |
| 5   | Desportiva     | 7   | 10 | 3 | 1 | 6 | 7  | 17 | −10 |                           |
| 6   | Colatina       | 4   | 10 | 1 | 2 | 7 | 7  | 17 | −10 |                           |

#### Grupo I
| Pos | Equipe       | Pts | J  | V | E | D | GP | GC | SG | Classificação ou descenso |
| --- | ------------ | --- | -- | - | - | - | -- | -- | -- | ------------------------- |
| 1   | Botafogo     | 13  | 10 | 5 | 3 | 2 | 9  | 7  | +2 | Classificado              |
| 2   | Catanduvense | 13  | 10 | 4 | 5 | 1 | 11 | 5  | +6 | Classificado              |
| 3   | Uberlândia   | 9   | 10 | 2 | 5 | 3 | 8  | 9  | −1 |                           |
| 4   | Goiatuba     | 9   | 10 | 1 | 7 | 2 | 3  | 4  | −1 |                           |
| 5   | Goiânia      | 8   | 10 | 3 | 2 | 5 | 10 | 14 | −4 |                           |
| 6   | América      | 8   | 10 | 1 | 6 | 3 | 3  | 5  | −2 |                           |

#### Grupo J
| Pos | Equipe        | Pts | J  | V | E | D | GP | GC | SG  | Classificação ou descenso |
| --- | ------------- | --- | -- | - | - | - | -- | -- | --- | ------------------------- |
| 1   | Bragantino    | 18  | 10 | 8 | 2 | 0 | 17 | 3  | +14 | Classificado              |
| 2   | São José      | 10  | 10 | 3 | 4 | 3 | 6  | 6  | 0   | Classificado              |
| 3   | Volta Redonda | 10  | 10 | 3 | 4 | 3 | 6  | 13 | −7  |                           |
| 4   | Novorizontino | 9   | 10 | 2 | 5 | 3 | 9  | 7  | +2  |                           |
| 5   | Esportivo     | 7   | 10 | 2 | 3 | 5 | 2  | 7  | −5  |                           |
| 6   | Santo André   | 6   | 10 | 2 | 2 | 6 | 7  | 11 | −4  |                           |

#### Grupo L
| Pos | Equipe         | Pts | J  | V | E | D | GP | GC | SG | Classificação ou descenso |
| --- | -------------- | --- | -- | - | - | - | -- | -- | -- | ------------------------- |
| 1   | América        | 13  | 10 | 5 | 3 | 2 | 15 | 10 | +5 | Classificado              |
| 2   | União São João | 11  | 10 | 4 | 3 | 3 | 13 | 9  | +4 | Classificado              |
| 3   | Democrata-SL   | 11  | 10 | 4 | 3 | 3 | 12 | 16 | −4 |                           |
| 4   | Bangu          | 10  | 10 | 4 | 2 | 4 | 12 | 12 | 0  |                           |
| 5   | Valeriodoce    | 8   | 10 | 3 | 2 | 5 | 9  | 10 | −1 |                           |
| 6   | Tupi           | 7   | 10 | 2 | 3 | 5 | 7  | 11 | −4 |                           |

#### Grupo M
| Pos | Equipe           | Pts | J  | V | E | D | GP | GC | SG | Classificação ou descenso |
| --- | ---------------- | --- | -- | - | - | - | -- | -- | -- | ------------------------- |
| 1   | Juventus         | 14  | 10 | 4 | 6 | 0 | 13 | 7  | +6 | Classificado              |
| 2   | XV de Piracicaba | 12  | 10 | 4 | 4 | 2 | 9  | 6  | +3 | Classificado              |
| 3   | Rio Branco       | 12  | 10 | 4 | 4 | 2 | 9  | 9  | 0  |                           |
| 4   | Mogi Mirim       | 9   | 10 | 2 | 5 | 3 | 7  | 11 | −4 |                           |
| 5   | América          | 7   | 10 | 2 | 3 | 5 | 9  | 9  | 0  |                           |
| 6   | Ponte Preta      | 6   | 10 | 2 | 2 | 6 | 7  | 12 | −5 |                           |

#### Grupo N
| Pos | Equipe             | Pts | J  | V | E | D | GP | GC | SG | Classificação ou descenso |
| --- | ------------------ | --- | -- | - | - | - | -- | -- | -- | ------------------------- |
| 1   | Grêmio Maringá     | 15  | 10 | 6 | 3 | 1 | 13 | 7  | +6 | Classificado              |
| 2   | Londrina           | 12  | 10 | 5 | 2 | 3 | 8  | 5  | +3 | Classificado              |
| 3   | Operário-MS        | 11  | 10 | 3 | 5 | 2 | 14 | 11 | +3 |                           |
| 4   | Douradense         | 8   | 10 | 2 | 4 | 4 | 7  | 11 | −4 |                           |
| 5   | Ubiratan           | 8   | 10 | 2 | 4 | 4 | 9  | 14 | −5 |                           |
| 6   | União Rondonópolis | 6   | 10 | 1 | 4 | 5 | 4  | 7  | −3 |                           |

#### Grupo O
| Pos | Equipe        | Pts | J  | V | E | D | GP | GC | SG  | Classificação ou descenso |
| --- | ------------- | --- | -- | - | - | - | -- | -- | --- | ------------------------- |
| 1   | Blumenau      | 15  | 10 | 6 | 3 | 1 | 10 | 5  | +5  | Classificado              |
| 2   | Juventude     | 12  | 10 | 5 | 2 | 3 | 14 | 10 | +4  | Classificado              |
| 3   | Brusque       | 12  | 10 | 5 | 2 | 3 | 16 | 14 | +2  |                           |
| 4   | Glória        | 12  | 10 | 4 | 4 | 2 | 13 | 9  | +4  |                           |
| 5   | Marcílio Dias | 7   | 10 | 3 | 1 | 6 | 11 | 15 | −4  |                           |
| 6   | Esportivo     | 2   | 10 | 0 | 2 | 8 | 5  | 16 | −11 |                           |

#### Grupo P
| Pos | Equipe        | Pts | J  | V | E | D | GP | GC | SG | Classificação ou descenso |
| --- | ------------- | --- | -- | - | - | - | -- | -- | -- | ------------------------- |
| 1   | Joinville     | 14  | 10 | 6 | 2 | 2 | 9  | 2  | +7 | Classificado              |
| 2   | Operário      | 13  | 10 | 4 | 5 | 1 | 10 | 5  | +5 | Classificado              |
| 3   | Noroeste      | 10  | 10 | 3 | 4 | 3 | 7  | 5  | +2 |                           |
| 4   | Foz do Iguaçu | 10  | 10 | 3 | 4 | 3 | 7  | 9  | −2 |                           |
| 5   | Caxias        | 8   | 10 | 2 | 4 | 4 | 4  | 7  | −3 |                           |
| 6   | Pinheiros     | 5   | 10 | 1 | 3 | 6 | 4  | 13 | −9 |                           |

#### Grupo Q
| Pos | Equipe        | Pts | J  | V | E | D | GP | GC | SG  | Classificação ou descenso |
| --- | ------------- | --- | -- | - | - | - | -- | -- | --- | ------------------------- |
| 1   | Criciúma      | 14  | 10 | 5 | 4 | 1 | 22 | 8  | +14 | Classificado              |
| 2   | Figueirense   | 12  | 10 | 4 | 4 | 2 | 8  | 10 | −2  | Classificado              |
| 3   | Novo Hamburgo | 10  | 10 | 2 | 6 | 2 | 6  | 6  | 0   |                           |
| 4   | Santa Cruz    | 9   | 10 | 2 | 5 | 3 | 13 | 15 | −2  |                           |
| 5   | Pelotas       | 8   | 10 | 2 | 4 | 4 | 6  | 11 | −5  |                           |
| 6   | Avaí          | 7   | 10 | 2 | 3 | 5 | 8  | 13 | −5  |                           |

### Segunda Fase
| Equipe 1         | Total        | Equipe 2       | 1.º jogo | 2.º jogo |
| ---------------- | ------------ | -------------- | -------- | -------- |
| Rio Negro        | 2–2 (p. 2–3) | Anapolina      | 1–1      | 1–1      |
| Ceilândia        | 0–1          | Rio Branco-AC  | 0–0      | 0–1      |
| Fortaleza        | 0–2          | Remo           | 0–0      | 0–2      |
| Ceará            | 2–2 (p. 5–4) | Moto Clube     | 1–1      | 1–1      |
| ABC              | 1–5          | Central        | 1–4      | 0–1      |
| Treze            | 2–2 (gf)     | Santa Cruz     | 0–0      | 2–2      |
| Confiança        | 1–2          | Itaperuna      | 0–0      | 1–2      |
| Americano        | 2–2 (gf)     | Catuense       | 1–2      | 1–0      |
| São José         | 1–0          | Botafogo-SP    | 1–0      | 0–0      |
| Catanduvense     | 1–2          | Bragantino     | 0–1      | 1–1      |
| XV de Piracicaba | 1–0          | América-RJ     | 1–0      | 0–0      |
| União São João   | 1–2          | Juventus       | 1–0      | 0–2      |
| Operário-PR      | 3–2          | Grêmio Maringá | 2–0      | 1–2      |
| Londrina         | 1–2          | Joinville      | 1–1      | 0–1      |
| Figueirense      | 2–5          | Juventude      | 0–2      | 2–3      |
| Blumenau         | 1–1 (p. 2–4) | Criciúma       | 1–0      | 0–1      |

### Terceira Fase
| Equipe 1    | Total    | Equipe 2         | 1.º jogo | 2.º jogo |
| ----------- | -------- | ---------------- | -------- | -------- |
| Remo        | 1–0      | Anapolina        | 1–0      | 0–0      |
| Ceará       | 4–0      | Rio Branco-AC    | 3–0      | 1–0      |
| Catuense    | 2–2 (gf) | Central          | 1–0      | 1–2      |
| Treze       | 2–2 (gf) | Itaperuna        | 2–2      | 0–0      |
| São José    | 1–1 (gf) | XV de Piracicaba | 0–0      | 1–1      |
| Juventus    | 2–4      | Bragantino       | 0–1      | 2–3      |
| Operário-PR | 3–3 (gf) | Juventude        | 2–2      | 1–1      |
| Criciúma    | 2–1      | Joinville        | 2–1      | 0–0      |

### Quartas de Final
| Equipe 1  | Total        | Equipe 2   | 1.º jogo | 2.º jogo |
| --------- | ------------ | ---------- | -------- | -------- |
| Ceará     | 1–2          | Catuense   | 1–1      | 0–1      |
| Itaperuna | 1–2          | Remo       | 0–0      | 1–2      |
| São José  | 0–0 (p. 6–5) | Juventude  | 0–0      | 0–0      |
| Criciúma  | 1–3          | Bragantino | 1–0      | 0–3      |

### Semifinais
| Equipe 1 | Total        | Equipe 2   | 1.º jogo | 2.º jogo |
| -------- | ------------ | ---------- | -------- | -------- |
| Remo     | 0–0 (p. 1–4) | Bragantino | 0–0      | 0–0      |
| Catuense | 1–2          | São José   | 1–1      | 0–1      |

### Finais
| Equipe 1 | Total | Equipe 2   | 1.º jogo | 2.º jogo |
| -------- | ----- | ---------- | -------- | -------- |
| São José | 1–3   | Bragantino | 0–1      | 1–2      |

Bragantino venceu por 3 a 1 no placar agregado

## Campeão
| Campeão Brasileiro de 1988 (Série B) |
| São Paulo                            |
| ------------------------------------ |
| Bragantino (1º título)               |